# 民衆歌謡
民衆歌謡（みんしゅうかよう）は、韓国における音楽のジャンルの一つで、韓国における民主化運動や労働運動及び農民運動、学生運動などの闘いの中から、作られた歌である。

## 民衆歌謡の沿革

### 始まり
第四共和国時代の民主化運動をリードした学生達を中心とした「運動圏」と呼ばれる学生運動が芽吹き始めたが、運動圏の学生は、生活や文化を見直す中から、大衆歌謡と呼ばれる商業主義に根ざしたこれまでの音楽を拒否して、独自の歌「民衆歌謡」を作り始めた。当初は民衆歌謡をリードするグループが無かったので、大衆歌謡の替え歌から始まり、ロシア民謡『ステンカ・ラージン』『ロシア農民歌』や、アメリカの公民権運動で歌われた『Wes shall over come』なども歌われた。民衆歌謡の始まりのとき、フォークシンガーのキム・ミンギは「ともだち」「朝露」など曲を作ったが、1975年5月に布告された、維新憲法の否定・反対・歪曲・誹謗・廃棄の主張や請願、あるいはそれらの報道についても禁止し、違反者は礼状無しに逮捕ができる緊急措置第9号に関連して制定された「公演活動浄化対策」で彼の歌も発禁処分となった。しかし彼の歌は学生達の間で民衆歌謡として歌い継がれていった。金敏基の代表的な作品には『工場のともし火』や『潮の汗を流して』、『常緑樹』、『千里の道』、『老いた軍人の歌』などがある。

### 80年代初頭から中期
1979年10月26日に朴正煕が暗殺されたことで18年間続いた独裁政治に終止符が打たれたが、全斗煥・盧泰愚などの新軍部勢力は同年12月12日の粛軍クーデターと1980年5月17日の非常戒厳令拡大（5･17クーデター）で政治の実権を握り、再び独裁政治が復活し、学生運動や民主化運動は沈滞を余儀なくされた。しかし、1983年の秋から84年4月にかけて様々な分野の在野団体が誕生し、1985年3月29日には｢民主統一民衆運動連合｣が結成され、組織的な民主化運動の基盤が作られた。民衆歌謡も、大学内の歌サークルから民衆歌謡を普及させる積極的運動体へと変化していった。歌が持っている政治的･社会的影響力と運動性について論議が深められ、民衆の「集団的情緒」を高め、共同体意識を高める影響力を民衆歌謡がもっていることを認識することで、民衆歌謡もそれまでの替え歌から歌い手のグループが独自で作り出す歌に変わっていった。当時作られた「五月の歌」「無等山の歌」「イム（あなたの）のための行進曲」「光州出征歌」などは、80年5月の光州事件をモチーフとして作られたものである。また85年以降は労働者の生き様を表現するような歌も登場するようになった。

### 民主化以降の民衆歌謡
1987年1月の朴鍾哲拷問致死事件、6月のデモで李韓烈が戦闘警察の発射した催涙弾に打たれて意識不明の重体に陥った出来事をきっかけに民主化を求めるデモは、学生だけでなくサラリーマンや公務員など広範な人々を巻き込んだ大規模な闘い（6月民衆抗争）に発展し、大統領の直接選挙のための憲法改正を政府・与党が認めた「6．29宣言」に結びついた。宣言以降、労働者による大規模な労働争議（87年労働者大闘争）が各地で頻発していく中で、それまで学生や知識人を中心としていた民衆歌謡は、労働者層に拡大し、本格的な労働歌謡が生まれた。「同志」「ストライキ歌」「団結闘争歌」「鉄の労働者」「娘たちよ立ち上がれ」などの歌が創られ、ストライキや集会及びデモなどの場で広く歌われるようになっていた。

### 1990年代から現在まで
1990年代以降、労働運動や農民運動だけでなく、環境運動や女性運動など各種市民運動も活発化し、それらの人たちの願いを反映した歌も創られるようになり、民衆歌謡の活動の幅を広げていった。1993年末に進歩的芸術運動の中心的存在であった「韓国民族芸術人総連合」の社団法人化が実現、活動を活発化させた。また、民衆歌謡グループ『希望の歌　コッタジ』が1994年に初めての合法アルバム『禁止の壁を越え、自由を歌おう』を製作した。近年では、数多くの民衆歌謡グループが生まれ、毎年100曲ほどの新曲が登場している。2000年6月の金大中大統領（当時）と金正日国防委員長による南北首脳会談にて「6.15南北共同宣言」が発表されると、堰を切ったように南北交流が盛んとなり、民衆歌謡も『わが民族同士で』『京畿線に乗って』などの統一を願う歌が創られた。日本のうたごえ運動とは1998年、民衆歌手や音楽家の団体である韓国民族音楽人協会（民音協）が日本のうたごえ全国協議会から招請を受けたことをきっかけに定期的な交流を続けている。